# Construcción de Dios
La Construcción de Dios es una idea propuesta por algunos de los primeros marxistas prominentes de la facción bolchevique del Partido Obrero Socialdemócrata de Rusia. Inspirada en la Religión de la Humanidad de Auguste Comte, el concepto tuvo como precedente la Revolución francesa con el Culto de la Razón. 
La idea proponía que, en lugar de la abolición de la religión, debería haber un contexto meta-religioso en el que las religiones fueran vistas principalmente en términos del efecto psicológico y social del ritual, el mito y el simbolismo; intentando aprovechar esta fuerza para fines procomunistas, tanto creando nuevos rituales y simbolismos, como reinterpretando el ritual y el simbolismo existentes en un marco socialista. En contraste con el ateísmo de Lenin, los Constructores de Dios adoptaron una posición oficial de agnosticismo.
Sus principales defensores fueron, entre los socialdemócratas, Anatoli Lunacharski y Vladímir Bazárov, así como los escritores Máximo Gorki y Aleksandr Bogdánov.